# Сеоска кућа у Лежимиру
Сеоска кућа у Лежимиру је подигнута крајем 18. века кућа у којој се 1790. године родио Глигорије Возаревић, први српски књижар и издавач. Кућа има статус споменика културе од великог значаја.
Кућа је одлуком данашњих власника срушена до темеља и плац рашчишћен.

## Изглед
Кућа је саграђена као троделна стамбена грађевина, увучена у двориште од уличне регулационе линије. С обзиром на пад терена, предњи део темеља је висок, па је ту смештен подрум саграђен од сивог камена пешчара. Зидови куће су од плетера облепљени блатом, а шиндру, која је некада покривала двосливну кровну конструкцију, заменио је бибер цреп. Дуж целе куће пружа се трем са кога се улази у кухињу и предњу собу, а из кухиње у другу собу. У предњој, гостинској соби таваница је пластично обрађена приказима сунца и месеца. Кућа и данас служи као стамбени објекат, а 1989–1990. године, Покрајински завод за заштиту споменика културе Војводине из Новог Сада извршио је превентивне конзерваторске радове.